# フォンタネッレ
フォンタネッレ（伊: Fontanelle）は、イタリア共和国ヴェネト州トレヴィーゾ県にある、人口約5,600人の基礎自治体（コムーネ）。

## 地理

### 位置・広がり

#### 隣接コムーネ
隣接するコムーネは以下の通り。
- コドニェ
- ガイアリーネ
- マンスエ
- オデルツォ
- オルメッレ
- サン・ポーロ・ディ・ピアーヴェ
- ヴァッツォーラ

### 気候分類・地震分類
気候分類では、zona E, 2379 GGに分類される。
また、イタリアの地震リスク階級 (it) では、zona 2 (sismicità media) に分類される。

## 行政

### 分離集落
フォンタネッレには、以下の分離集落（フラツィオーネ）がある。
- Fontanellette, Lutrano, Vallonto

## 姉妹都市
- Auterive、フランス